# Џон Степлтон (енглески новинар)
Џон Мартин Степлтон (енгл. John Martin Stapleton; Олдам, 24. фебруар 1946) британски је новинар. Познат је по раду као водитељ и репортер на телевизији ITV („breakfast”; TV-am, GMTV и Daybreak), а водио је и Nationwide и Watchdog за Би-Би-Си.
Освојио је награду „Royal Television Society's News Presenter of the Year” године 2003. Био је венчан са водитељком Лин Фолдс Вуд. Заједно су водили Watchdog од 1985. до 1993. године. Има једно дете. Родитељи му се зову Френк и Џун.